# Claudio I Gonzaga
Claudio I Gonzaga (1578 – 15 agosto 1621) è stato un nobile italiano.

## Biografia

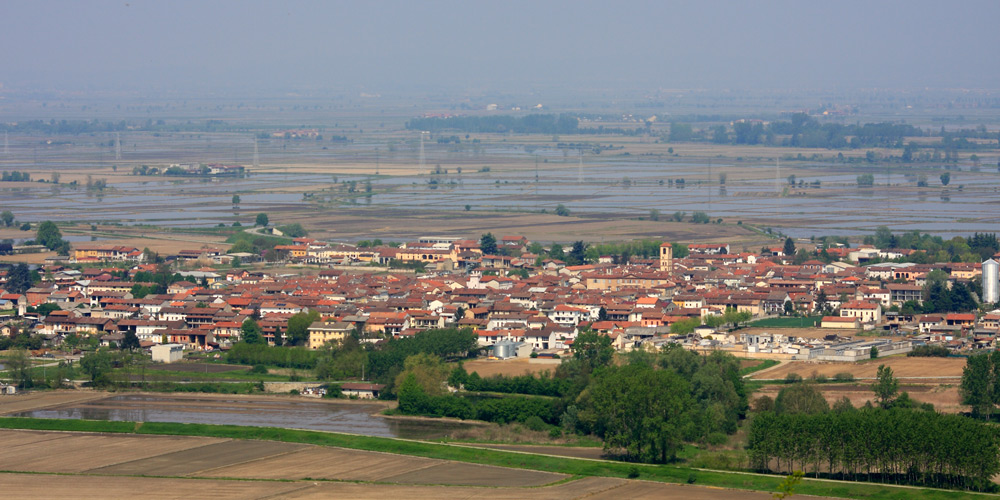
Veduta di Palazzolo Vercellese, feudo dei Nobili Gonzaga.

Era figlio del marchese Silvio Gonzaga della linea cadetta dei “Gonzaga di Palazzolo” (m. 1579) e della seconda moglie Claudia, figlia di Paolo Vincenzo Lomellini, Patrizio Genovese.
Fu il primo marchese di Palazzolo dal 1595, assieme al nipote Luigi (m. 1626) e allo zio Curzio (m. 1599). Nel 1595 seguì il duca Vincenzo I Gonzaga alle guerre d' Ungheria, dove mostrò il suo valore nelle battaglie più cruenti presentatagli nella seguente campagna.

Nel 1612 per ordine di Francesco IV Gonzaga ricoprì la carica di ambasciatore presso il Papa Paolo V e nel 1613 fu consigliere di gabinetto del duca di Mantova Ferdinando Gonzaga, dove mostrati le sue doti di ministro venne nominato anche Maestro di Camera del Duca, e sempre nel 1613 divenne ambasciatore presso la dieta di Ratisbona dell'imperatore Mattia d'Asburgo.
Il 26 maggio 1596 sposò Elena Aliprandi che, dopo l'assassinio del marito Rodolfo Gonzaga, marchese di Castel Goffredo e Castiglione avvenuto nel 1593, si era trasferita a Borgoforte assieme alle tre figlie Cinzia, Olimpia e Gridonia.

## Discendenza
Claudio ed Elena ebbero diversi figli:
- Silvio, morì infante;
- Ottavio, morì infante;
- Claudia;
- Vittoria;
- Ludovico Francesco (1602-1630), quarto marchese di Palazzolo nel 1626;
- Giulio Cesare (m. 1605-1685), quinto marchese di Palazzolo, Cavaliere del Ordine del Redentore.